# Фактор-простір

Ілюстрація фактор-простору, S^{2}, отримана склеюванням границі (синім) круга D^{2} в одну точку.

Фактор-простір — простір класів еквівалентності топологічного простору за заданим відношенням еквівалентності.

## Визначення
Якщо на множині {\displaystyle S} введено відношення еквівалентності ~, тоді множина всіх класів еквівалентності називається фактор--множиною і позначається {\displaystyle S/\!\sim }. Розбиття множини на класи еквівалентних елементів називається факторизацією.

## Фактор-простір векторного простору по підпростору
В лінійній алгебрі фактор-простір векторного простору V по підпростору N є векторний простір отриманий «стисненням» N в нуль. Отриманий простір позначається V/N.

## Приклади
Факторизацію множини розумно застосовувати для отримання нормованих просторів із напівнормованих, просторів зі скалярним добутком із просторів з майже скалярним добутком тощо. Для цього вводиться відповідно норма класу, що рівна нормі довільного його елементу, і скалярний добуток класів як скалярний добуток довільних елементів класів. У свою чергу співвідношення еквівалентностей вводиться таким чином (наприклад для утворення нормованого фактор-простору): вводиться підмножина початкового напівнормованого простору, що складається з елементів з нульовою напівнормою (до речі, воно лінійне, тобто є підпростором) і вважається, що два елементи еквівалентні, якщо різниця їх належить цьому самому підпростору.
Якщо для факторизації лінійного простору вводитися деякий його підпростір і вважається, що якщо різниця двох елементів простору належить цьому підпростору, то ці елементи еквівалентні, то фактор-множина є лінійним простором і називається фактор-простором.